# Elaphoglossum urophyllum
Elaphoglossum urophyllum är en träjonväxtart som beskrevs av John T. Mickel. Elaphoglossum urophyllum ingår i släktet Elaphoglossum och familjen Dryopteridaceae. Inga underarter finns listade.